# Grand Coulee

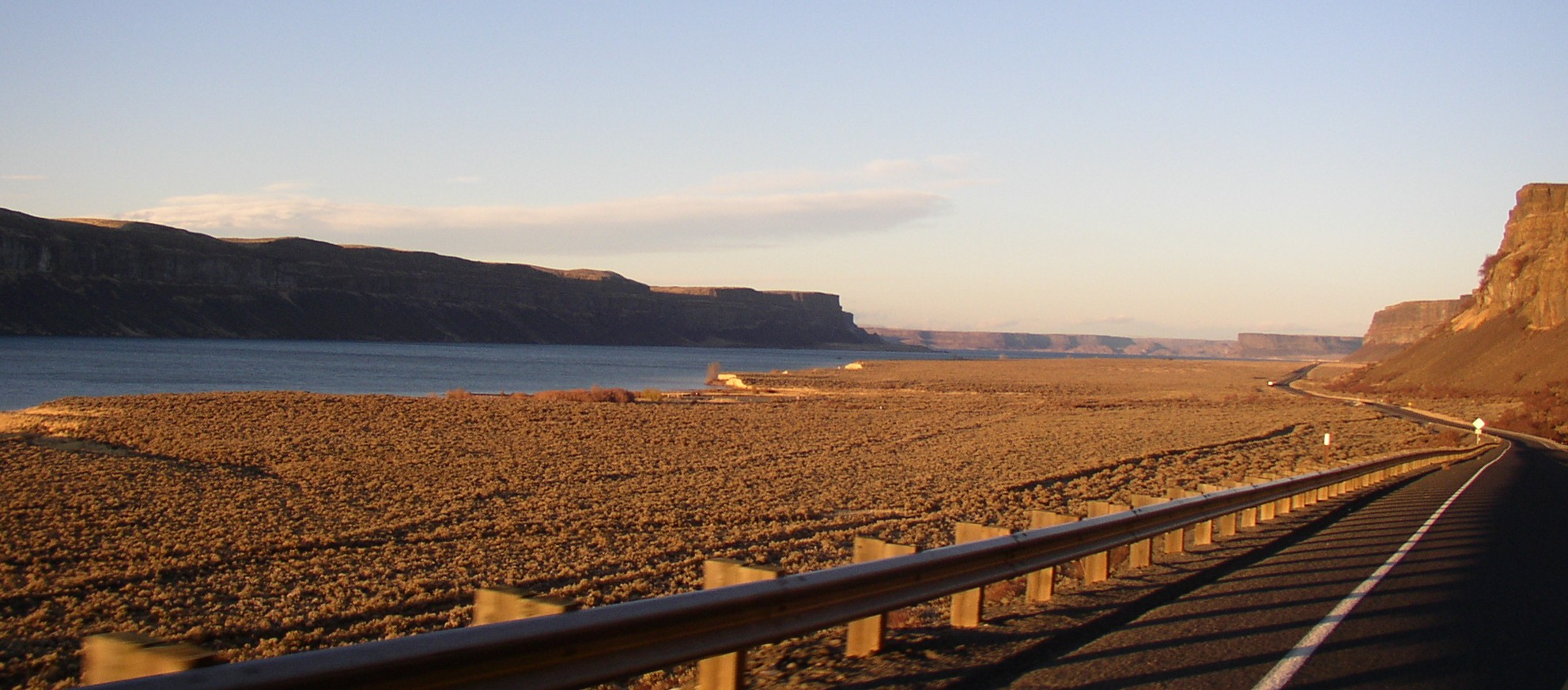
Grand Coulee.

Grand Coulee är en gammal flodbädd i den amerikanska delstaten Washington. Detta nationella kännemärke sträcker sig cirka 100 km i sydvästlig riktning från Grand Coulee-dammen till Soap Lake. Den delas i Övre och Nedre Coulee av Dry Falls som är en halvmånformig brant, ungefär tre gånger så mäktig som Niagarafallen.

## Geologisk historia
Grand Coulee är en del av Columbia-platån. Området har en underliggande granitberggrund, som formades djupt ner i jordskorpan för mellan 40 och 60 miljoner år sedan. Landet lyftes och sjönk tidvis under miljoner av år och bidrog till att skapa ett antal små berg och slutligen en sjö.

För 10-15 miljoner år sedan började vulkanutbrott i Kaskadbergen att fylla ut sjön med lava. Inom vissa områden är lagret av vulkanisk basalt 2 000 meter tjockt. I andra delar är granit från de tidiga bergen fortfarande synlig.
För två miljoner år sedan började pleistocen-eran och istida glaciärer invaderade området. De svepte fram över Columbiaplatån och nådde så långt söder ut som till höglänta områden ovanför Grand Coulee. I vissa delar norr om Grand Coulee hade de en tjocklek som uppgick till 3 000 meter. Skåror i den frilagda granitberggrunden är fortfarande synliga i området och visar rörelsen hos istäcket, och ett stort antal av jättekast och andra lämningar finns i de högre områdena nordost om Grand Coulee. 
Även om tidiga teorier föreslog att inlandsisen flyttade Columbiaflodens lopp till vad som blev Grand Coulee och att normalt vattenflöde förorsakade den erosion som kan iakttas, är dagens geologer överens om att den skapades av inlandsisens påverkan på flodens lopp kombinerat med jättelika isälvsflöden från Lake Missoula. Denna sjö var en av inlandsisen uppdämd sjö med ett vattendjup uppgående till 600 meter. Dammen gav slutligen vika och skapade Missoulaflödena som sände enorma mängder vatten genom Columbiasänkan så sent som för 18 000 år sedan, Dessa kraftiga flöden skapade de s.k. Channeled Scablands som karakteristeras av unika erosionsbildningar. Dry Falls söder om Banks Lake är ett exempel på följder av de syndaflodslika händelser som inträffade.
Med slutet av den senaste nedisningen stannade Columbiafloden i sitt nuvarande lopp. Flodbädden är omkring 200 meter lägre än Grand Coulee vars väggar når en höjd av cirka 400 meter.

## Modernt utnyttjande

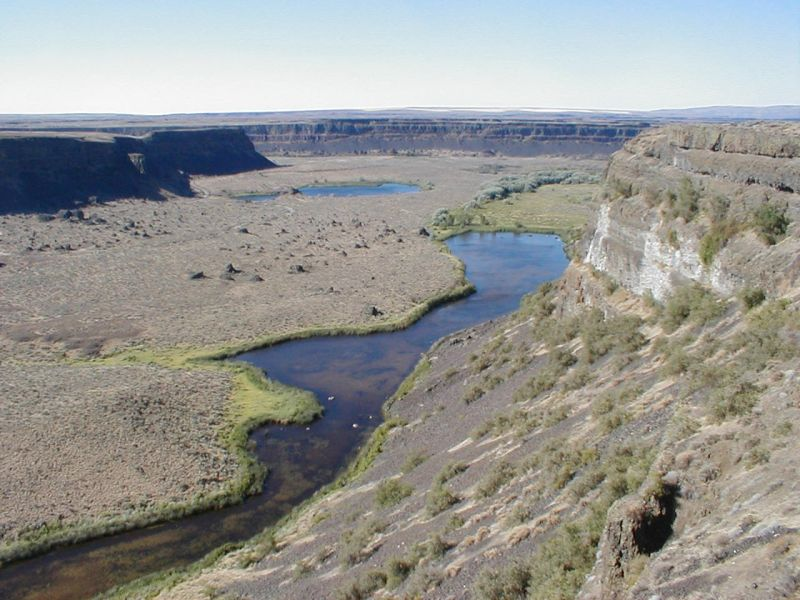
Grand Coulee, nedanför Dry Falls. Resultatet av de periodiska lavaströmmarna syns.

Området som omger Grand Coulee är ett buskstäppområde med en årlig nederbörd som uppgår till mindre än 300 mm. Nedre Grand Coulee omfattar bl.a. sjöarna Park, Blue, Alkali, Lenore och Soap Lakes. Fram tills senare tid har Upper Coulee varit torrlagd.
Columbia Basin Project, ett konstbevattningsprojekt, förändrade detta 1952 genom att utnyttja den gamla flodbädden för ett distributionsområde för konstbevattning. Övre Grand Coulee dämdes upp och förvandlades till Banks Lake.  Sjön fylls med vatten med hjälp av pumpar som flyttar vatten från Grand Coulee-dammen och bildar därmed den första delen av ett 160 km långt bevattningssystem. Kanaler, hävertar och ytterligare dammar används genom hela Columbiasänkan för att förse jordbruksområden omfattande mer än 2 700 kvadratkilometer med vatten.
Vattnet har förvandlat Övre Coulee med omgivningar till en fristad för vilda djur, bland annat den vidhövdade havsörnen. Friluftsverksamhet är en bieffekt och omfattar ett flertal hälsokällor och sjöar med tillfällen till jakt och fiske samt vattensporter av olika slag. Naturskyddsområdena Sun Lakes State Park och Steamboat Rock State Park ligger båda i Grand Coulee-området.